# Risque industriel en Polynésie française
Le risque industriel est un des risques majeurs susceptibles d'affecter la Polynésie française. Il se caractérise par la possibilité qu'un accident industriel se produise au sein d’une installation classée pour la protection de l'environnement et occasionne des dommages plus ou moins importants aux personnes, aux biens ou à l'environnement sur l'archipel.

## Connaissance du risque industriel

### Contexte industriel
Le marché intérieur restreint limitant les économies d’échelle, le coût de main d’œuvre élevé et le manque de matières premières sont autant de contraintes structurelles fortes entravant le développement industriel de la Polynésie française. Une industrie est toutefois présente, fondée sur trois pôles majeurs : l’agro-alimentaire, la construction navale, et la fabrication de biens intermédiaires destinés au bâtiment (charpentes, parpaings, ouvrages métalliques, menuiserie…) ainsi que diverses activités de transformation (textiles, imprimerie, fabrication de meubles).
De 2006 à 2014, le nombre d’entreprises a diminué de 23 % dans le secteur industriel. L’agroalimentaire ne représente plus que 25 % des sociétés, au lieu de 40 % sur la période précédente[Laquelle ?], tandis que la tendance inverse est observée pour les entreprises du textile (multipliée par 8) et celles qui produisent et distribuent l’électricité, le gaz et l’eau (multipliée par 6).

### Contexte juridique
La protection de l’environnement est une compétence de principe de la Polynésie française depuis le statut d’autonomie interne de 1984. Le premier gouvernement dans le cadre de ce nouveau statut est créé le 18 septembre 1984 (arrêté PR n° 5). Un ministre de la santé, de la recherche scientifique et de l'environnement est nommé à cette occasion. Par délibération n°85-1040 AT du 30 mai 1985, le Territoire se dote d’une délégation à l'environnement. En 1988, l’inspection des installations classées pour la protection de l’environnement (ICPE) et le fonds d’intervention pour l’environnement sont créés. Les premiers textes portant organisation de la politique environnementale sont adoptés entre 1985 et 1990.
C’est dès cette époque, lorsque la Polynésie française commençait à subir l’impact des nouvelles activités humaines sur son milieu naturel, que les outils publics de gestion et les moyens de contrôle auraient dû être pleinement déployés. Mais la chambre régionale des comptes de la Polynésie française dans son rapport de 2017 sur la politique de l’environnement  précise que cela n’a pas été le cas, alors même que les fonds publics étaient abondants. Au cours des années 2000, la politique environnementale conduite par la collectivité n’a pas permis de combler ce retard, bien au contraire. La chambre territoriale des comptes a établi sur ce point dans son rapport produit en 2011 que l’instabilité politique n’expliquait pas l’ensemble des défaillances constatées.

### Nombre d'établissements à risques
Les activités présentant un risque pour la santé ou l’environnement relèvent de la réglementation des ICPE et sont définies dans une nomenclature récemment mise à jour et basée sur la codification métropolitaine. Les installations sont classées par substances et activités.
Les ICPE sont réparties en 2 classes suivant la gravité des dangers ou inconvénients que peut présenter leur installation. La première classe comprend les installations présentant les dangers les plus graves (les plus polluantes), la seconde regroupe les installations qui, ne présentant pas de tels dangers, doivent néanmoins respecter les prescriptions générales définies par arrêté-type.
Une cinquantaine d’autorisations est délivrée en moyenne chaque année depuis 1967, on en compte 2023 sur le territoire en 2014. Cela concerne essentiellement des entrepôts de stockage de marchandises, d’hydrocarbures, des stations service, des élevages (poules et porcs), des ateliers mécaniques, ainsi que des centres de stockage des déchets ou des stations de concassage. La grande majorité des dossiers concerne les Îles du Vent (85 %).
La majorité des atteintes à l’environnement de ces installations sont des pollutions du sol et de l’eau qui proviennent des dépôts et des enfouissements sauvages de déchets en tout genre ou des rejets industriels sans traitement dans le milieu naturel.

## Gestion du risque industriel

### Organisation de crise

#### Alerte des populations
En cas d'accident industriel, le système d'alerte aux populations utilisé pour les risques naturels pourrait être utilisé. Les vecteurs de communication sont les médias, avec les communiqués de presse qui sont émis par le haut-commissaire, et les sirènes. La Polynésie française est aujourd'hui dotée de 188 sirènes qui permettent d'alerter les populations très rapidement via un système sonore ; celles de dernière génération peuvent transmettre des messages vocaux.